# Прикус
При́кус — співвідношення верхніх і нижніх зубних рядів при їхньому змиканні у центральній оклюзії(оклюзії).
Є декілька видів прикусів 
-прямий
-Перехресний 
-Відкритий
-Глибокий
-дистальний
Всі вони характеризуються своїм видом зімкнення зубів

## Людський
За анатомічними і функціональними ознаками прикус поділяють на фізіологічний та патологічний, або аномальний, які встановлюються тільки при наявності всіх постійних зубів.
При фізіологічному прикусі в людині молочні й постійні передні зуби верхньої щелепи злегка перекривають передні зуби нижньої щелепи, а бічні зуби верхньої щелепи виступають назовні по відношенню до нижніх; кожний зуб верхньої щелепи контактує з двома зубами нижньої, виняток становлять 5-ті зуби в молочному прикусі і 8-мі (мудрості) у постійному. Фізіологічний прикус може бути 4 типів (ортогнатія, ортогенія, прямий прикус, опістогнатичний), але всі зуби при цьому стикаються у правильному співвідношенні, що забезпечує відкушування твердої їжі й повноцінне її жування.
При патологічних типах прикусу порушується жування. Ці типи є природженими аномаліями розвитку зубо-щелепної системи або наслідком видалення зубів, хвороб чи травми щелеп.

### Прямий прикус
Прямий прикус характеризується прямим розміщенням різальних країв фронтальної групи зубів, зуби контактуватимуть з різальними краями верхніх фронтальних зубів, а не з оральними горбами.